# Ingolstadt
Ingolstadt (in bavarese Inglstod) è una città extracircondariale tedesca di 142 308 abitanti situata nel Land della Baviera sulle rive del Danubio. Ospita la sede della casa automobilistica Audi (gruppo Volkswagen) e di MediaMarkt e Saturn, rivenditori di elettronica. La città è collegata a Norimberga attraverso la stazione centrale con una linea ferroviaria ad alta velocità. Il servizio ha avuto inizio il 28 maggio 2006.

## Storia
Le più antiche notizie pervenuteci al riguardo della città di Ingolstadt risalgono al IX secolo, anche se ricevette il riconoscimento di città solo prima del 1255. Nel 1392 venne scelta come sede ducale. Divenuta possedimento della famiglia Wittelsbach di Baviera dal XIV secolo. 
Nel 1516 vi fu emanata la Reinheitsgebot (letteralmente requisito di purezza) per regolamentare la vendita e la produzione della birra, ritenuta la più antica norma igienico-alimentare tuttora in uso. Nel 1539 venne fortificata, persistendo per secoli sin quando, nel 1800 cadde nelle mani del generale Moreau che fece smantellare le fortificazioni, ristrutturate poi per volere di Luigi I. Venne danneggiata dai bombardamenti durante la seconda guerra mondiale.
Nel 1472 il duca Ludovico IX di Baviera fondò a Ingolstadt l'università bavarese, l'attuale Università Ludwig Maximilian di Monaco. L'ateneo fu poi trasferito nel 1800 a Landshut dal principe elettore Massimiliano I di Baviera, quando Ingolstadt era minacciata dalle truppe francesi di Napoleone. 
Ingolstadt è anche la città dove fu fondato l'Ordine degli Illuminati di Baviera (Illuminatenorden) il 1º maggio 1776 dal filosofo Adam Weishaupt.

## Monumenti e luoghi d'interesse

### Architetture religiose
- Chiesa di Nostra Signora, è una delle due chiese parrocchiali cattoliche di Ingolstadt (Obere Pfarr = parrocchia di sopra). Eretta tra il 1425 e il 1525, ha stile tardo gotico e la facciata è fiancheggiata da due torri alte 62 e 69 m rispettivamente, una delle quali funge da torre campanaria. La navata centrale è lunga circa 90 m e contiene un pregevole altare maggiore dotato di un ricco retablo, opera di Hans Mielich.
- Chiesa di san Maurizio è l'altra chiesa cattolica parrocchiale (Untere Pfarr = parrocchia di sotto) della città. In stile gotico con elementi romanici, a tre navate, è fiancheggiata da due torri, la più alta con cima a freccia ed orologio, l'altra con cima a cappuccio. L'attuale edificio risale al XIII secolo ma fu preceduta da una chiesa del IX secolo.
- Chiesa di Santa Maria della Vittoria, detta anche Asamkirche dal cognome dei fratelli Cosma Damiano Asam e Egidio Quirino Asam, che la realizzarono. Ha l'esterno in stile barocco mentre l'interno è in stile rococò. Fu realizzata negli anni 1730. Il soffitto è un gigantesco affresco di 490 m².
- Chiesa dell'Ospedale del Santo Spirito, risalente alla metà del XIV secolo. In stile gotico, ha un interno a tre navate di eguale altezza (Hallenkirche), con file di colonne che ne segnano la separazione ed un soffitto a campate e crociere.
- Chiesa di san Matteo, fu la prima chiesa evangelico-luterana di Ingolstadt. Eretta nella prima metà del XIX secolo, presenta al centro della facciata un'elevata torre campanaria.

### Architetture civili
- Münzbergtor, o Porta della Zecca, edificio a torre in muratura che si eleva sulle mura della città, con apertura per il transito. Risale al 1390.
- Kreuztor, o Porta della croce, edificio a pianta quadrata con più livelli e sormontato da una torre, sotto la quale è aperto un passaggio; costruito in muratura, risale al 1363.
- Altes Rathaus, cioè Vecchio Municipio, edificio risalente al XIV secolo, restaurato completamente nel 1984.
- Neues Schloss, o Nuovo Castello, opera voluta da Ludovico IX di Baviera-Landshut e dal figlio Giorgio, risalente al XV secolo.

### Galleria d'immagini

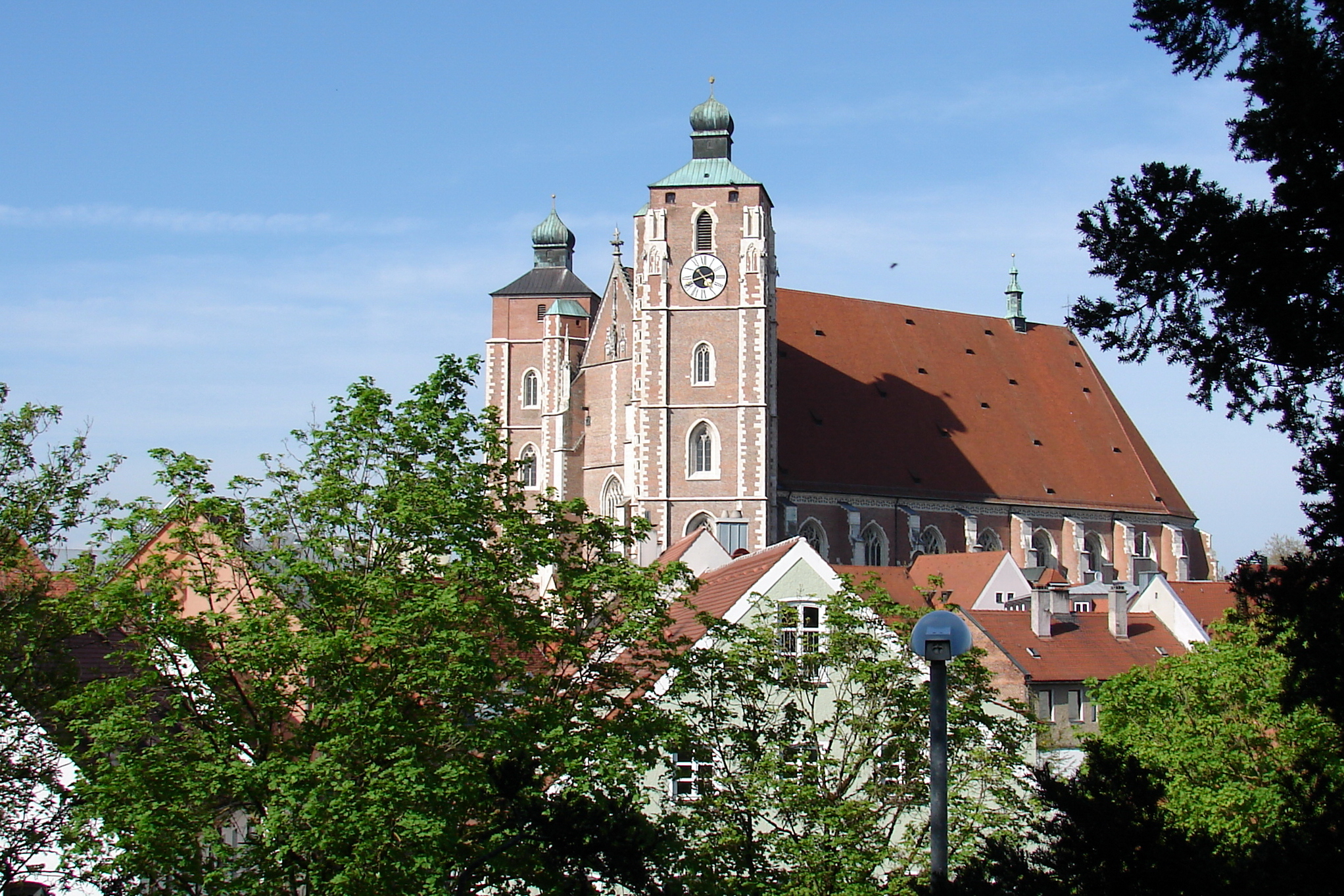
Chiesa di Nostro Signore
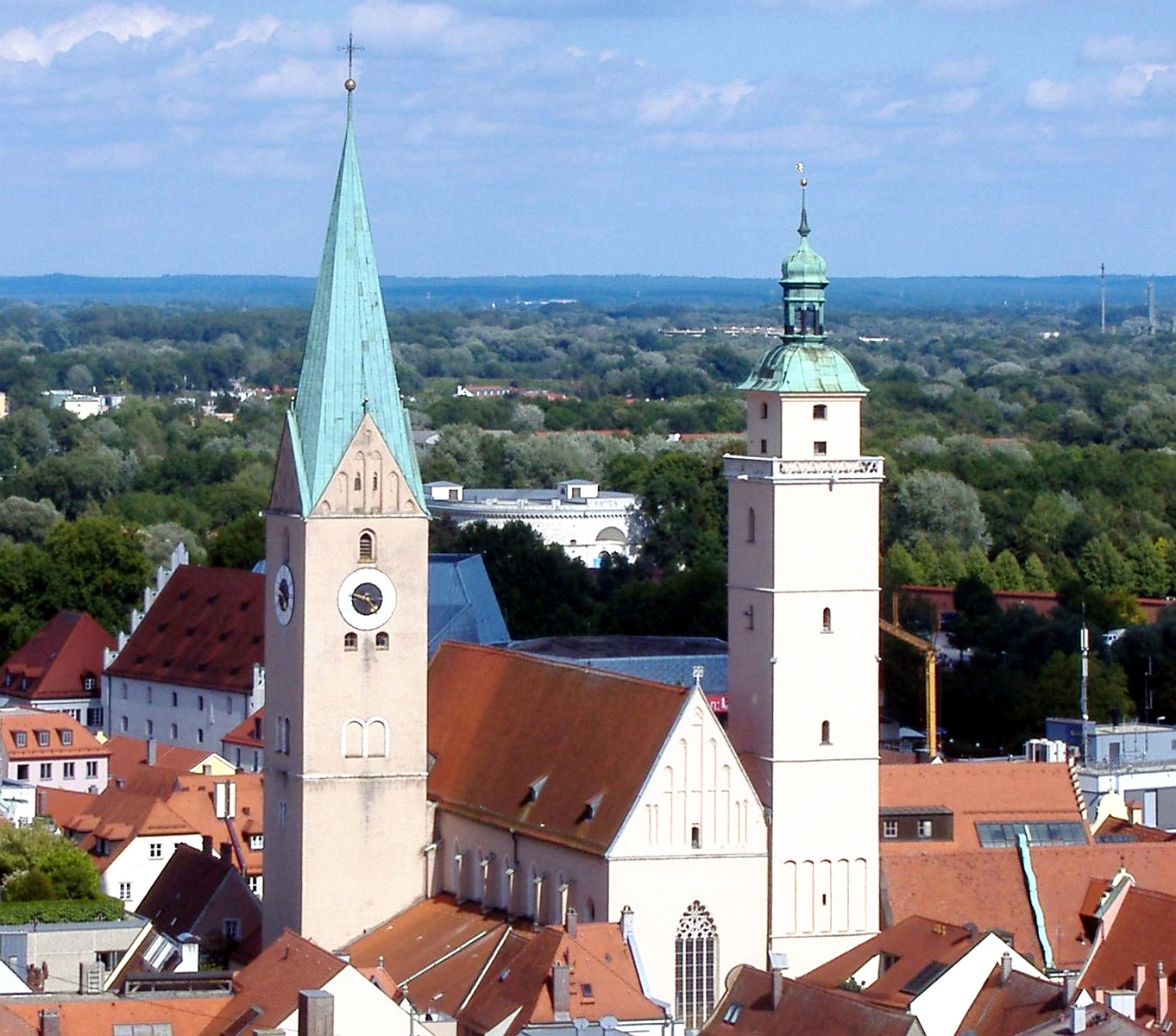
Chiesa di San Maurizio
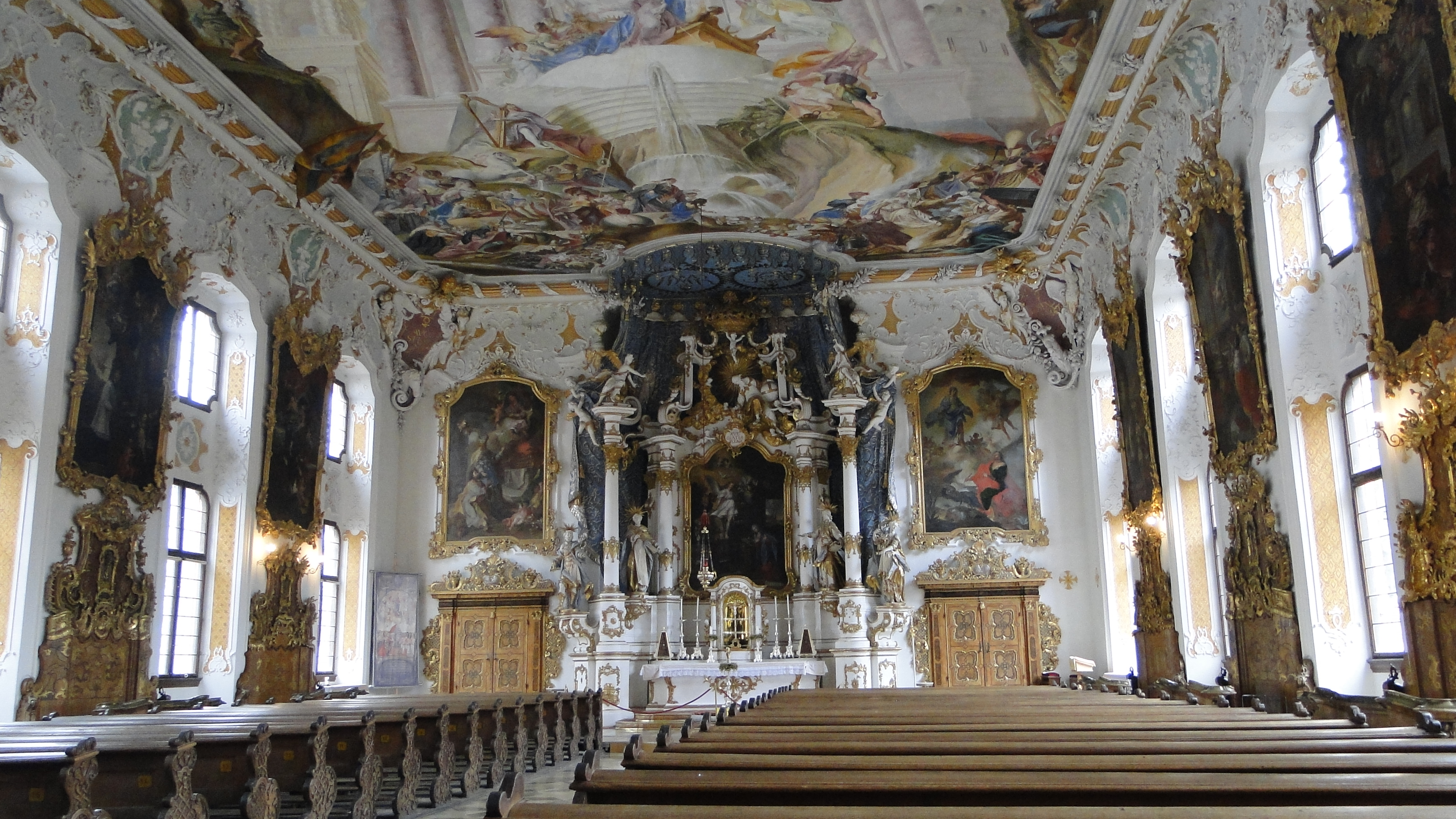
Interno della chiesa di Santa Maria della Vittoria di Ingolstadt (detta anche Asamkirche di Ingolstadt)
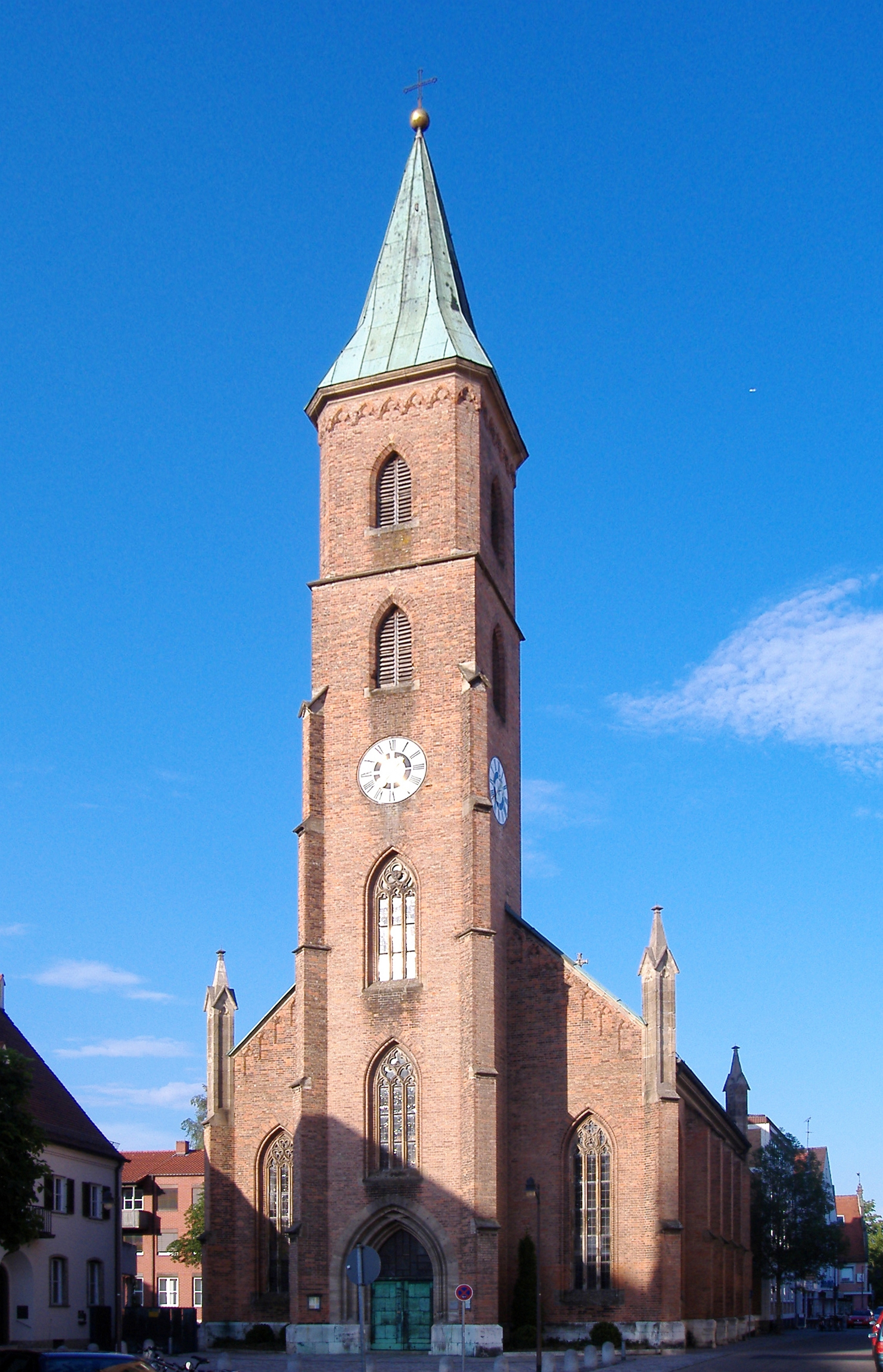
Chiesa evangelico-luterana di San Matteo
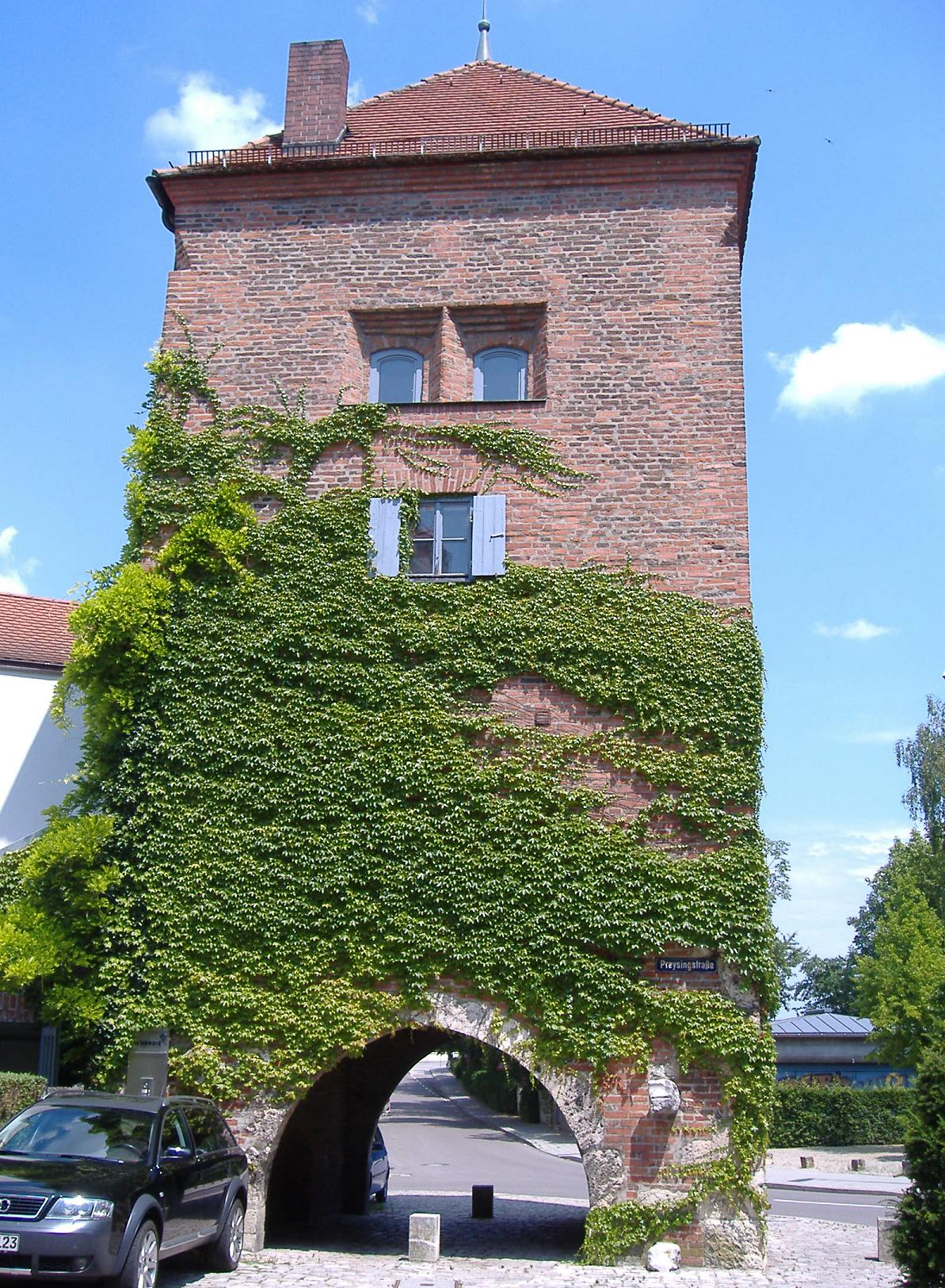
Munzbergtor
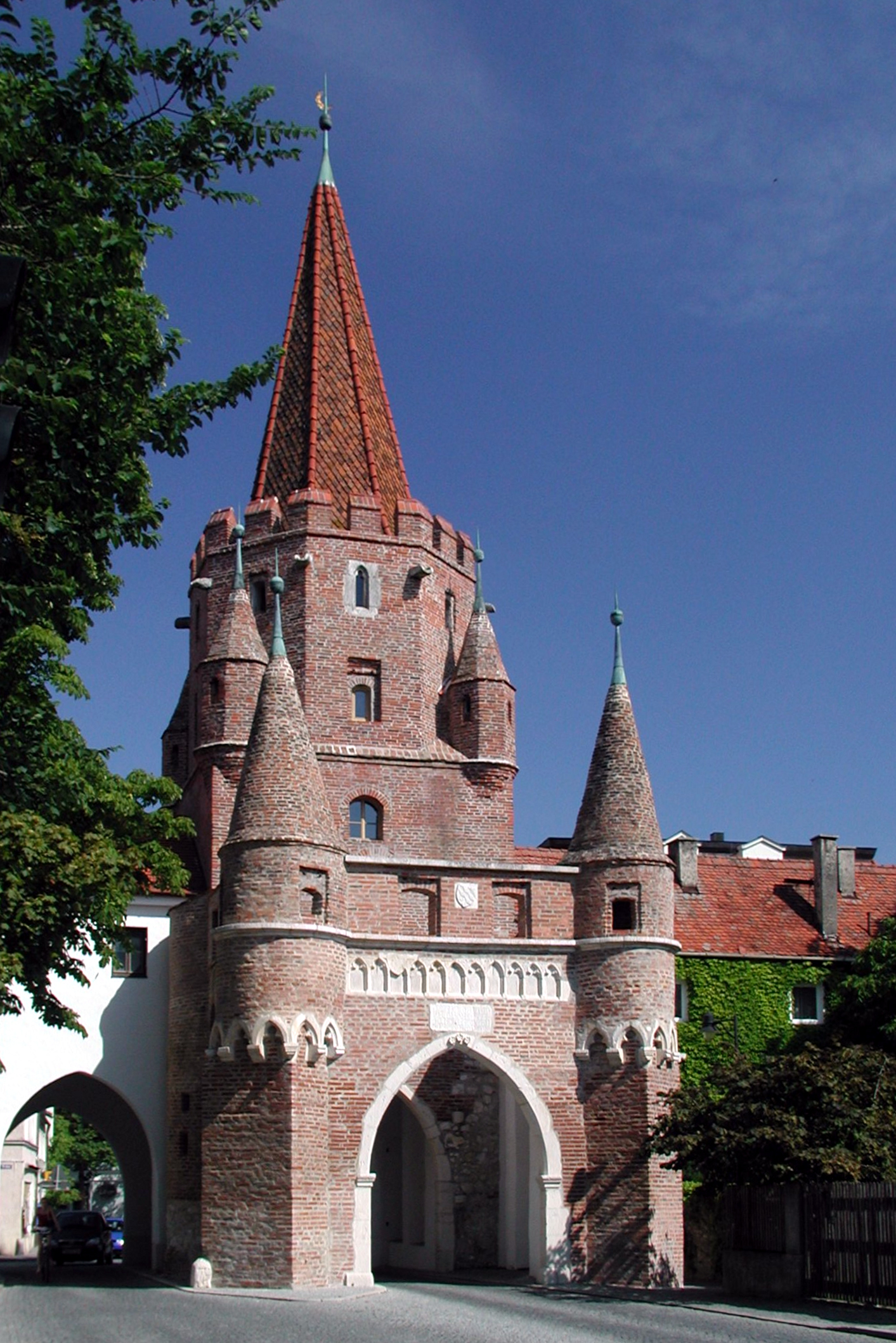
Kreuztor
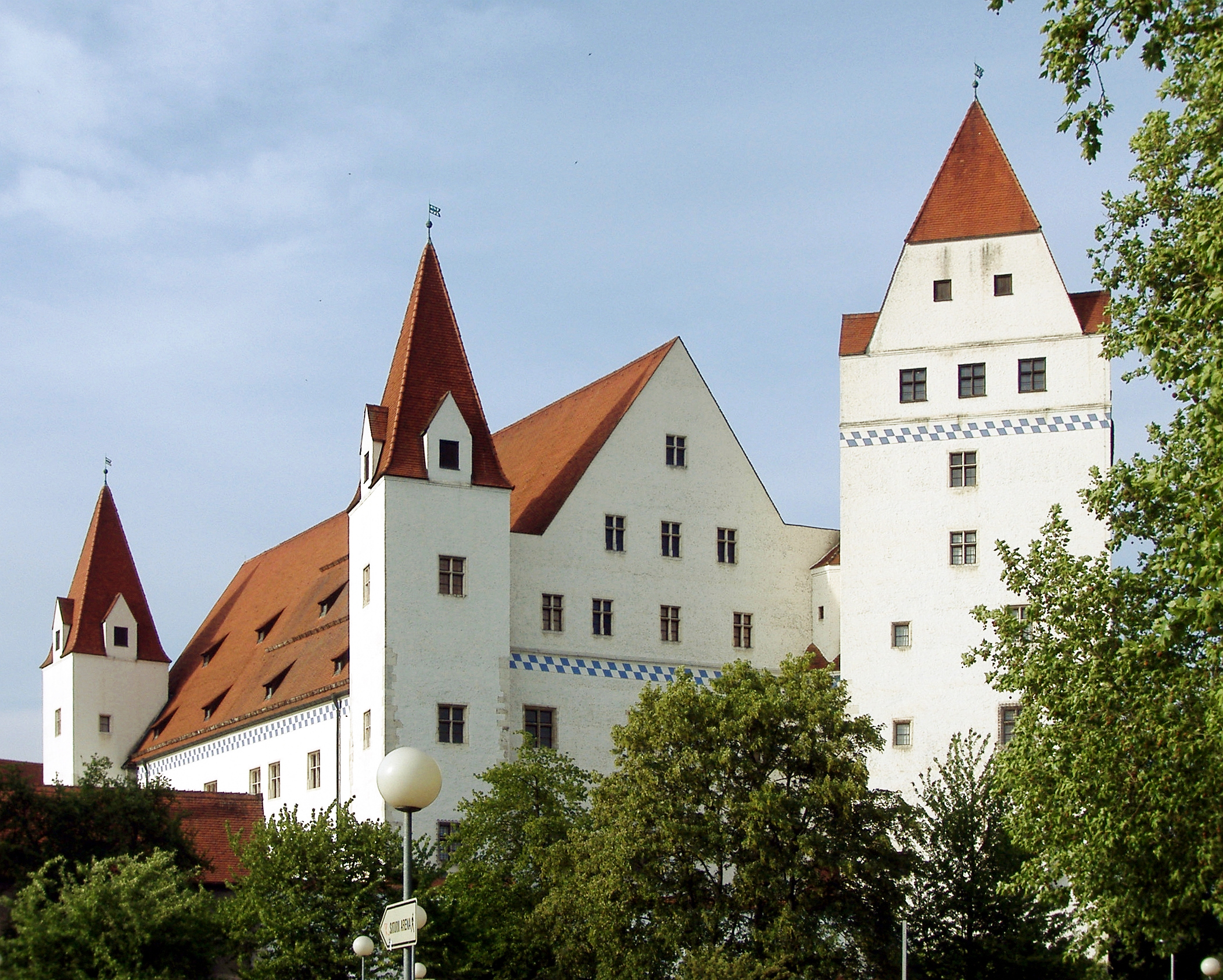
Neues Schloss
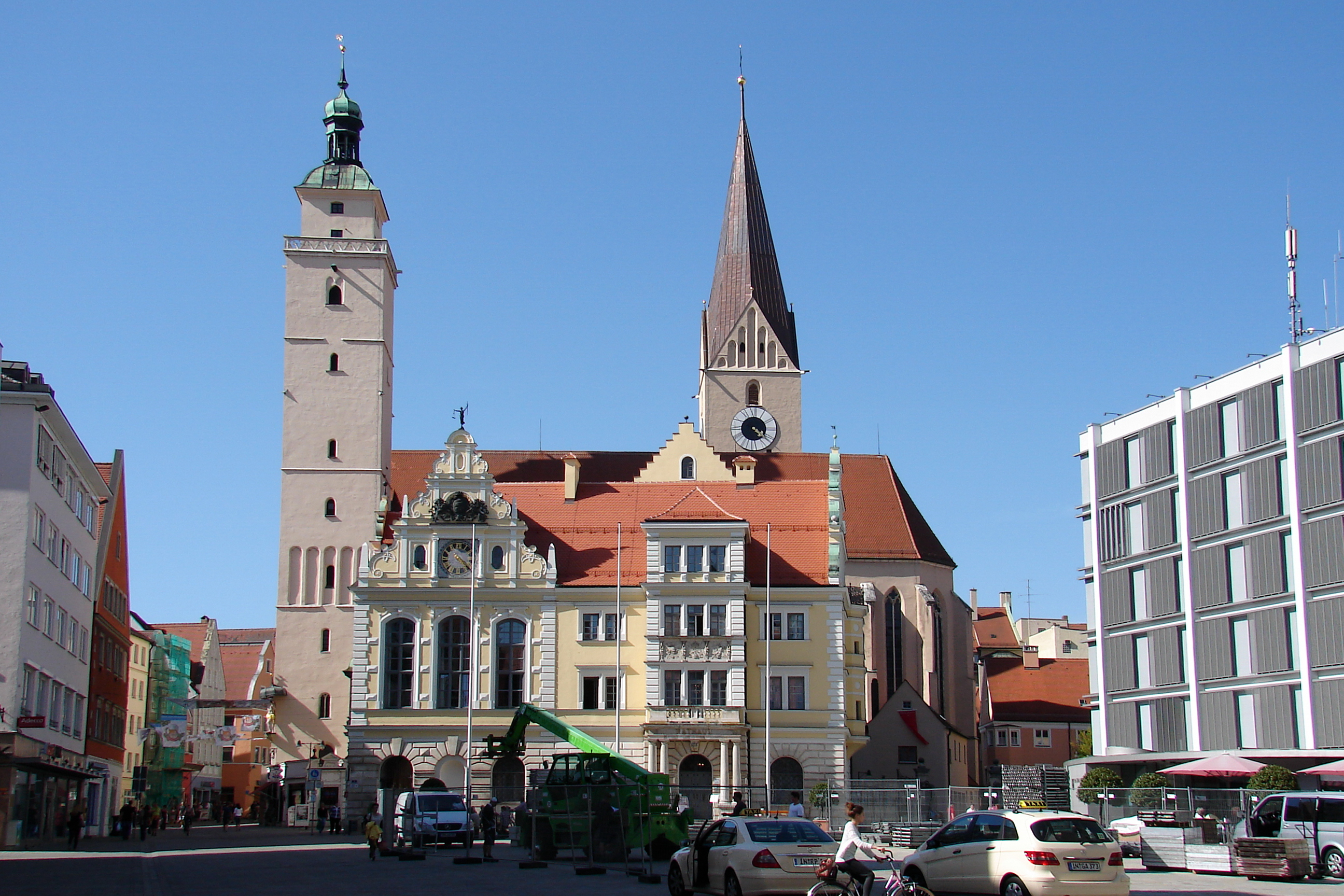
Rathausplatz con l'Altes Rathaus in primo piano (sulla destra veduta parziale del Neues Rathaus)
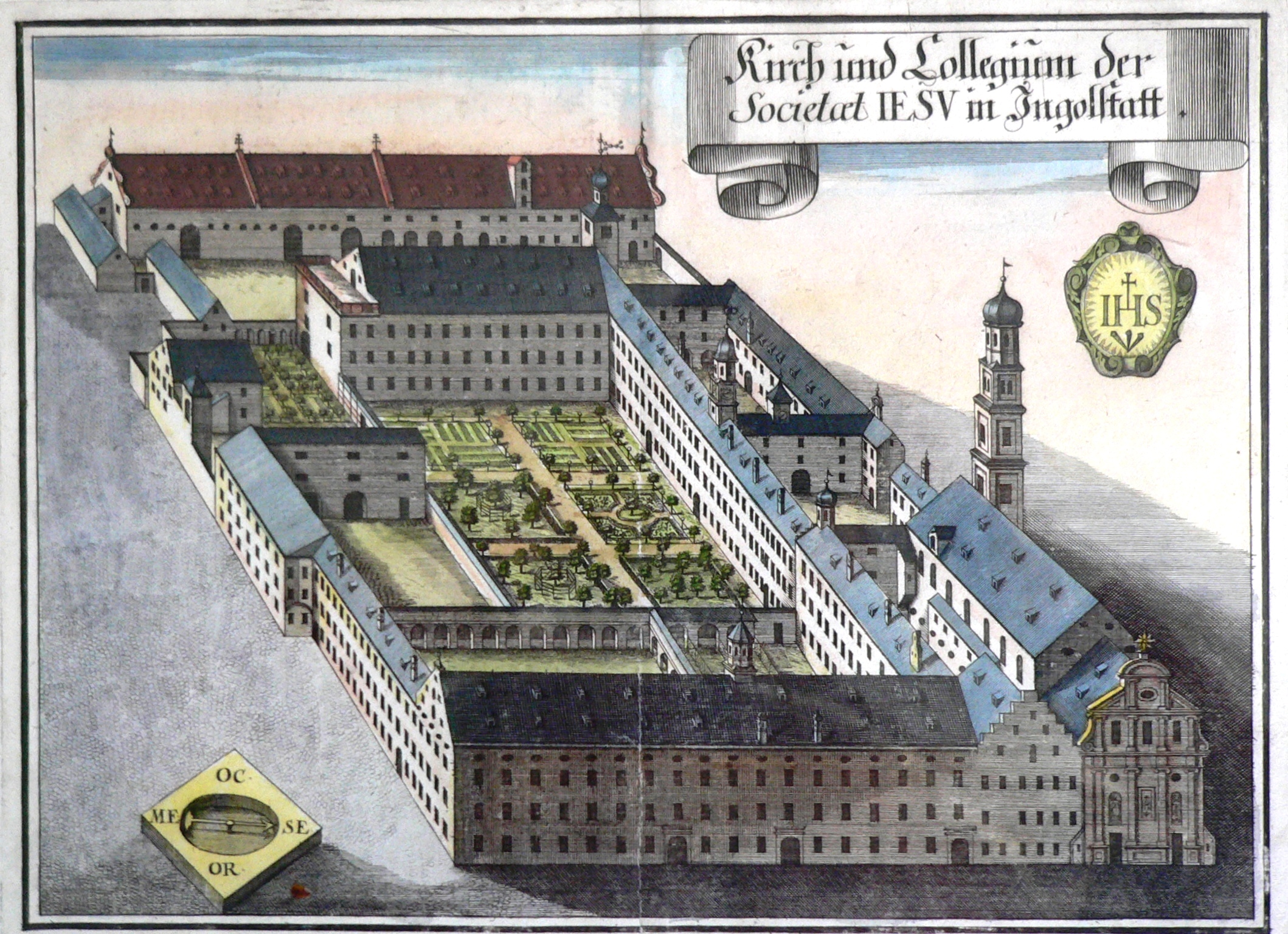
Collegio dei gesuiti a Ingolstadt - Incisione su rame di Michael Wening

## Sport
L'FC Ingolstadt 04 è il principale club calcistico cittadino, che milita nella 3. Liga, la terza serie del calcio tedesco.

## Amministrazione

### Gemellaggi
Ingolstadt è gemellata con:
- Carrara
- Grasse
- Győr
- Kirkcaldy
- Kragujevac
- Manisa
- Mosca - Distretto Centrale
- Murska Sobota
- Opole

## Nella cultura
Nel romanzo Frankenstein di Mary Shelley il protagonista Victor è studente della locale università e proprio a Ingolstadt crea la sua mostruosa creatura.
Ingolstadt è anche il luogo dove sono ambientati l'opera teatrale Pionieri a Ingolstadt di Marieluise Fleißer, nonché il film che ne è stato tratto, Pionieri a Ingolstadt di Rainer Werner Fassbinder (1970).